# Le Val-de-Guéblange
Le Val-de-Guéblange (Duits: Geblingerthal) is een gemeente in het Franse departement Moselle (regio Grand Est) en telt 904 inwoners (1999). De plaats maakt deel uit van het arrondissement Sarreguemines.

## Geografie
De oppervlakte van Le Val-de-Guéblange bedraagt 18,9 km², de bevolkingsdichtheid is 47,8 inwoners per km².
De onderstaande kaart toont de ligging van Le Val-de-Guéblange met de belangrijkste infrastructuur en aangrenzende gemeenten.

## Demografie
Onderstaande figuur toont het verloop van het inwonertal (bron: INSEE-tellingen).